# Stephen B. Oates
Stephen Baery Oates (* 5. Januar 1936 in Pampa, Texas; † 20. August 2021 in Amherst, Massachusetts) war ein amerikanischer Historiker und Autor. Er war Professor an der University of Massachusetts Amherst.
Er veröffentlichte insbesondere zur amerikanischen Geschichte ds 19. Jahrhunderts (Sezessionskrieg) und war unter anderem für eine Biographie von Abraham Lincoln bekannt.
Er war einer der historischen Berater für die Fernsehserie über den Bürgerkrieg von Ken Burns (Der Amerikanische Bürgerkrieg).
Oates erhielt den Nevins-Freeman Award des Chicago Civil War Round Table. Seine Lincoln-Biografie gewann den Christopher Award und seine Biographie von Martin Luther King den Robert F. Kennedy Memorial Book Award.

## Schriften
- Confederate Cavalry West Of The River. University of Texas Press 1961.
- To Purge This Land With Blood: Biography of John Brown. Harper and Row 1970.
- Visions of glory. Texans on the southwestern frontier. University of Oklahoma Press 1970.
- Fires Of Jubilee: Nat Turners Fierce Rebellion. Harper and Row 1975.
- With Malice Toward None: A Life Of Abraham Lincoln. Allen and Unwin, London/Boston 1978.
- Our Fiery Trail: Abraham Lincoln, John Brown, and the Civil War Era. University of Massachusetts Press 1979.
- Let The Trumpet Sound: The Life Of Martin Luther King, Jr. New American Library, New York 1982.
- Abraham Lincoln: The Man Behind the Myths. Harper and Row 1984.
- als Herausgeber: Biography as History. Life-Writers Speak on Their Art. University of Massachusetts Press, 1986.
- William Faulkner: The Man and the Artist. Harper and Row, 1987.
  - Deutsche Ausgabe: William Faulkner. Sein Leben, sein Werk. Diogenes, Zürich 1990.
- Woman of Valor: Clara Barton and the Civil War. Maxwell Macmillan International, 1994.
- Trilogie über den Amerikanischen Bürgerkrieg (der letzte Band über die Reconstruction-Ära ist in Arbeit):
  - Approaching Fury: Voices Of The Storm, 1820–1861. Harper Collins 1997, University of Nebraska Press 2012
  - Whirlwind Of War: Voices Of The Storm, 1861–1865. Harper Collins 1999.
- als Herausgeber mit Charles J. Errico: Portrait of America: From Before Columbus to the End of Reconstruction. 2 Bände, Houghton-Mifflin, 6. Auflage 1994, 10. Auflage, Wadsworth Cengage Learning, Boston 2012.